# Atletiek op de Paralympische Zomerspelen 2024 - Verspringen vrouwen T38
Het Verspringen voor vrouwen klasse T38 op de Paralympische Zomerspelen 2024 vond plaats van op 5 september in het Stade de France. Deze klasse is voor atletes met cerebrale parese Deze atletes hebben de lichtste vorm van beperking veroorzaakt door cerebrale parese, vaak slechts in één ledemaat, welke geen invloed heeft op het vermogen om te lopen, wandelen of springen, maar wel op de prestaties. T38 atletes kunnen last hebben van kleine coördinatieproblemen.  Titelverdedigster was Luca Ekler uit Hongarije, zij wist in 2024 haar titel te prolongeren. De Duitse Nele Moos behaalde het zilver en de Colombiaanse Karen Palomeque won de bronzen medaille.

## Records
Voorafgaand aan het toernooi waren dit het wereldrecord en het Paralympisch record.
| Wereldrecord        | Hongarije Luca Ekler | 5.82 | Parijs | 10 juni 2022     |
| Paralympisch record | Hongarije Luca Ekler | 5.63 | Tokio  | 31 augustus 2021 |

## Uitslag
| Rang   | Atleet                  | Atleet | #1   | #2   | #3   | #4   | #5   | #6   | Resultaat | Bijz. |
| ------ | ----------------------- | ------ | ---- | ---- | ---- | ---- | ---- | ---- | --------- | ----- |
| Goud   | Luca Ekler              | HUN    | 5.52 | 5.56 | x    | x    | x    | x    | 5.56      | SB    |
| Zilver | Nele Moos               | GER    | 4.48 | x    | 4.90 | x    | 4.93 | 5.13 | 5.13      | PB    |
| Brons  | Karen Palomeque         | COL    | 4.74 | 4.89 | 4.86 | 4.99 | 4.77 | 4.74 | 4.99      |       |
| 4      | Olivia Breen            | GBR    | 4.99 | 4.79 | 4.73 | 4.54 | 4.65 | x    | 4.99      |       |
| 5      | Zimo Chen               | CHN    | 4.70 | 4.79 | 4.98 | 4.54 | 4.56 | 4.66 | 4.98      |       |
| 6      | Maddie Down             | GBR    | 4.71 | 4.24 | 4.65 | 4.81 | 4.67 | x    | 4.81      | PB    |
| 7      | Margarita Goncharova    | NPA    | 4.74 | x    | 4.45 | 4.51 | 4.59 | 4.62 | 4.74      |       |
| 8      | Catarina Joao Guimaraes | USA    | x    | 4.30 | 4.35 | 4.35 | 4.25 | x    | 4.35      |       |
| 9      | Friederike Brose        | GER    | 3.89 | 4.35 | 4.05 |      |      |      | 4.35      |       |
| 10     | Vilma Berg              | FIN    | 4.25 | x    | x    |      |      |      | 4.25      |       |
| 11     | Lola Desfeuillet        | FRA    | 4.04 | 3.74 | x    |      |      |      | 4.04      |       |
| 12     | Anna Trener-Wierciak    | POL    | x    | 3.95 | x    |      |      |      | 3.95      |       |